# Маскінґам (округ, Огайо)
Шаблон:StateAbbr_ 39°58′ пн. ш. 81°57′ зх. д. / 39.97° пн. ш. 81.95° зх. д.
Округ  Маскінґам (англ. Muskingum County) — округ (графство) у штаті  Огайо, США. Ідентифікатор округу 39119.

## Історія
Округ утворений 1804 року.

## Демографія
За даними перепису 
2000 року 
загальне населення округу становило 84585 осіб, зокрема міського населення було 45244, а сільського — 39341.
Серед мешканців округу чоловіків було 40526, а жінок — 44059. В окрузі було 32518 домогосподарств, 22873 родин, які мешкали в 35163 будинках.
Середній розмір родини становив 3,01.
Віковий розподіл населення поданий у таблиці:
| Стать    | До 15 років | 15-21 | 22-29 | 30-39 | 40-49 | 50-65 | 65-85 | Понад 85 |
| -------- | ----------- | ----- | ----- | ----- | ----- | ----- | ----- | -------- |
| Чоловіки | 9176        | 4415  | 3885  | 5740  | 6168  | 6326  | 4419  | 397      |
| Жінки    | 8870        | 4516  | 4114  | 6045  | 6333  | 6905  | 6137  | 1139     |

## Суміжні округи
- Кошоктон — північ
- Гернсі — схід
- Нобл — південний схід
- Морган — південь
- Перрі — південний захід
- Лікінґ — захід

## Виноски
1. ↑  U.S. Decennial Census. United States Census Bureau. Архів оригіналу за 26 квітня 2015. Процитовано 9 лютого 2015.
2. ↑  Historical Census Browser. University of Virginia Library. Архів оригіналу за 11 серпня 2012. Процитовано 9 лютого 2015.
3. ↑  Forstall, Richard L., ред. (27 березня 1995). Population of Counties by Decennial Census: 1900 to 1990. United States Census Bureau. Архів оригіналу за 14 лютого 2015. Процитовано 9 лютого 2015.
4. ↑  Census 2000 PHC-T-4. Ranking Tables for Counties: 1990 and 2000 (PDF). United States Census Bureau. 2 квітня 2001. Архів оригіналу (PDF) за 18 грудня 2014. Процитовано 9 лютого 2015.
5. ↑  State & County QuickFacts. United States Census Bureau. Архів оригіналу за 22 червня 2011. Процитовано 9 лютого 2015.(англ.) Наведено за англійською вікіпедією.
6. ↑  American FactFinder. Бюро перепису населення США. Архів оригіналу за 26 лютого 2012. Процитовано 31 січня 2008.

| США | Це незавершена стаття з географії США. Ви можете допомогти проєкту, виправивши або дописавши її. |